# (5086) Demin
(5086) Demin (1978 RH1) – planetoida z grupy pasa głównego asteroid okrążająca Słońce w ciągu 3,21 lat w średniej odległości 2,18 j.a. Odkryta 5 września 1978 roku.